# Kauns
Kauns település Ausztria tartományának, Tirolnak a Landecki járásában található. Területe 8,23 km², lakosainak száma 488 fő, népsűrűsége pedig 59 fő/km² (2014. január 1-jén). A település 1050 méteres tengerszint feletti magasságban helyezkedik el.

## Fordítás
- Ez a szócikk részben vagy egészben  a   Kauns című angol Wikipédia-szócikk ezen változatának fordításán alapul.  Az eredeti cikk szerkesztőit annak laptörténete sorolja fel. Ez a jelzés csupán a megfogalmazás eredetét és a szerzői jogokat jelzi, nem szolgál a cikkben szereplő információk forrásmegjelöléseként.